# Дар'євка (Аургазинський район)
Да́р'євка (рос. Дарьевка, башк. Дарьевка) — присілок у складі Аургазинського району Башкортостану, Росія. Входить до складу Ісмагіловської сільської ради.
Населення — 4 особи (2010; 4 в 2002).
Національний склад:
- татари — 50%